# Denis Shapovalov (tennis)
Pour l’article homonyme, voir Denis Shapovalov (musicien) pour le violoncelliste et chef d'orchestre russe.
Denis Shapovalov, né le 15 avril 1999 à Tel Aviv, est un joueur de tennis canadien, professionnel depuis 2017.

## Biographie
Denis Shapovalov est le fils de Viktor Shapovalov, un homme d'affaires russe, et de Tessa Shapovalova qui est également son entraîneuse. Ses parents ont quitté la Russie pour Israël où il est né en 1999. Sa famille déménage à Toronto alors qu'il a neuf mois. Il est initié au tennis par sa mère à l'âge de cinq ans, puis s'entraîne dans une académie à Vaughan.
Il réside à Nassau, aux Bahamas.

## Carrière

### 2015-2016: carrière junior et débuts professionnels prometteurs
En junior, Denis Shapovalov remporte l'US Open 2015 en double avec Félix Auger-Aliassime, puis le tournoi de Wimbledon 2016 en simple. Il est également finaliste de Wimbledon 2016 en double junior, à nouveau au côté de Félix Auger-Aliassime.
En juillet 2016, alors 370e mondial à l'ATP, il bénéficie d'une invitation pour participer à la Coupe Rogers à Toronto, son premier Masters 1000. À cette occasion, il élimine pour la première fois de sa carrière un joueur du top 100, l'Australien Nick Kyrgios, 19e mondial, sur le score de 7-62, 3-6, 6-3, avant de s'incliner au deuxième tour face à Grigor Dimitrov en deux manches (6-4, 6-3).

### 2017: année de la révélation, demi-finale au Masters du Canada et entrée dans le top 50
Lors des huitièmes de finale de Coupe Davis, alors que le Canada et la Grande-Bretagne doivent se départager avec un cinquième match, Denis Shapovalov, irrité par la mauvaise tournure que prend son match contre Kyle Edmund (il est alors mené deux sets à zéro et vient de perdre son service dans le troisième set) frappe une balle qui atteint l'œil de l'arbitre de chaise, provoquant alors sa disqualification et donc la défaite du Canada. L'ITF lui inflige une amende de 7 000 dollars, Denis Shapovalov ayant promis qu'il allait essayer de se contrôler à l'avenir.
En mars, il remporte son premier tournoi Challenger à Drummondville, ce qui lui permet d'intégrer le top 200 mondial. En juillet, il remporte le tournoi de Gatineau en battant en finale son compatriote Peter Polansky.
En août, alors 143e mondial, Shapovalov reçoit une invitation pour le Masters de Montréal. Il élimine au premier tour le Brésilien Rogério Dutra Silva (4-6, 7-68, 6-4) en sauvant des balles de match, puis au deuxième tour Juan Martín del Potro diminué (6-3, 7-64). En huitièmes de finale, il réalise l'exploit de battre en trois sets (3-6, 6-4, 7-64), le no 2 mondial Rafael Nadal au bout de 2 h 45 de jeu. C'est pour lui « un rêve devenu réalité de battre un tel joueur ». Il se qualifie pour sa première demi-finale sur le circuit principal, et sa première en Masters 1000, en battant le Français Adrian Mannarino, tombeur de son compatriote Milos Raonic, également en trois sets (2-6, 6-3, 6-4) après 2 h 25. À 18 ans et 119 jours, il continue d'écrire son nom dans le livre d'histoire de l'ATP en devenant le plus jeune tennisman à atteindre la demi-finale d'un tournoi Masters 1000. Il s'incline aux portes de la finale contre le futur vainqueur Alexander Zverev alors 8e mondial (4-6, 5-7 en 1 h 43). Ce tournoi est alors pour lui la « plus belle semaine de sa vie ». Ce beau parcours lui permet de faire un bond en avant à la 67e place du classement ATP.
Trois semaines plus tard il dispute l'US Open où, issu des qualifications, il s'adjuge une place dans le tableau principal à la suite de ses victoires sur Denis Kudla, Gastão Elias et Jan Šátral. Il bat au premier tour le Russe Daniil Medvedev (7-5, 6-1, 6-2) 53e mondial, puis élimine au second tour la tête de série no 8 Jo-Wilfried Tsonga (6-4, 6-4, 7-63) sans forcer et sans pression dans le stade Arthur Ashe,. Il se qualifie ensuite pour les huitièmes de finale après s'être débarrassé sur abandon du Britannique Kyle Edmund (3-6, 6-3, 6-3, 1-0 ab), revanche du premier tour de la Coupe Davis. Il devient le plus jeune joueur depuis Michael Chang en 1989 à atteindre ce stade de la compétition à l'US Open. Il est ensuite éliminé par l'Espagnol Pablo Carreño-Busta, alors 19e mondial, en trois manches très serrées (62-7, 64-7, 63-7) et 2 h 54 de jeu en huitième de finale,.
Mi-septembre, Shapovalov est sélectionné pour les barrages de la Coupe Davis contre l'Inde. Il s'impose pour son premier simple face à Yuki Bhambri (7-62, 6-4, 66-7, 4-6, 6-1) dans un match compliqué. Puis pour son second simple, il permet à son équipe d'accéder au Groupe Mondial en battant Ramkumar Ramanathan (6-3, 7-61, 6-3) facilement.
Le 23 octobre, il se qualifie pour la première édition du Masters Next Gen se déroulant du 7 au 11 novembre à Milan après Alexander Zverev, puis les Russes Andrey Rublev et Karen Khachanov, après sa victoire contre Yuichi Sugita (4-6, 6-2, 7-63) à l'Open de Bâle. Il rentre brièvement dans le top 50 mondial à la 49e place avant de terminer l'année au 51e rang du classement ATP.

### 2018:2e1/2 finale en Masters 1000 à Madrid et intégration du top 30

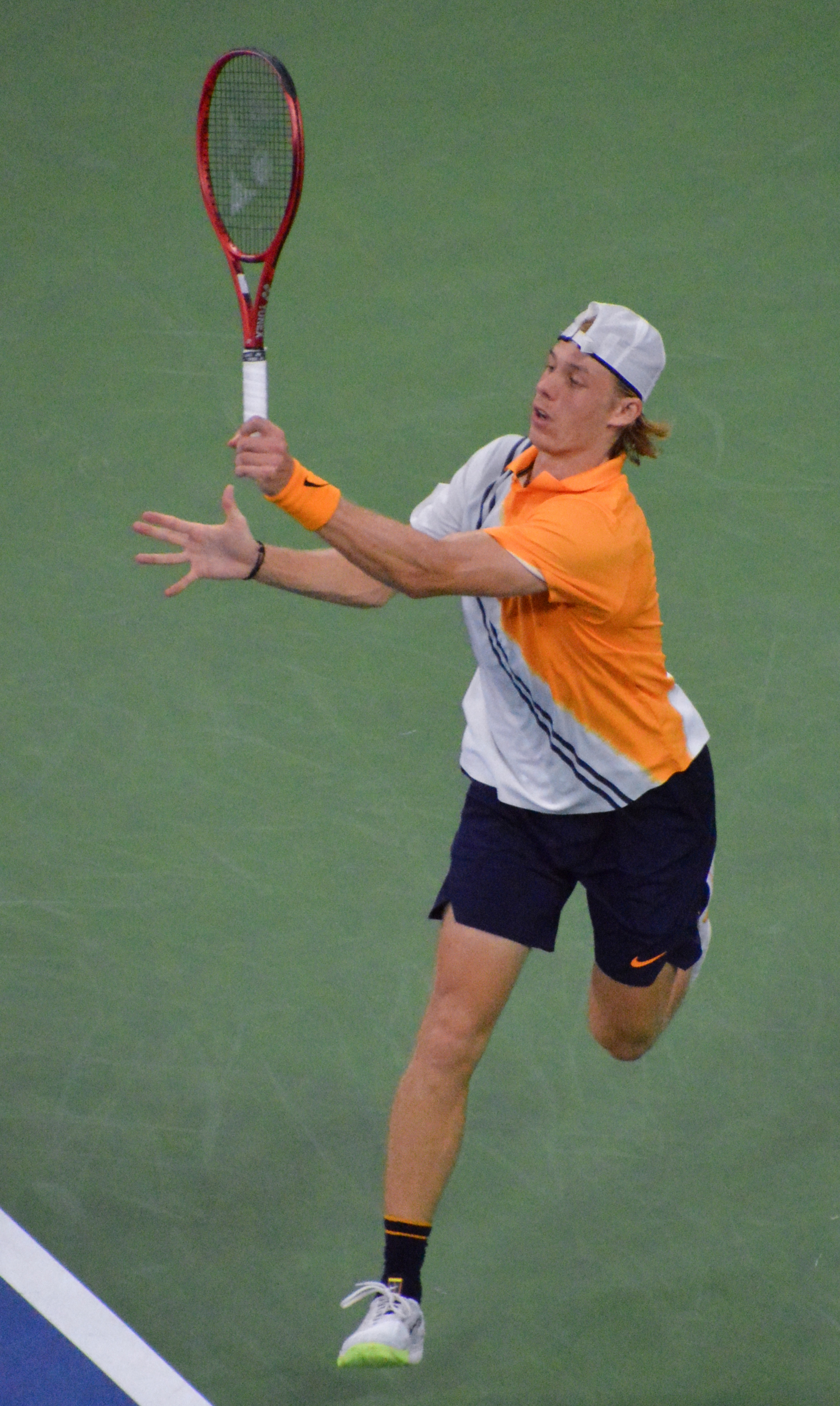
Shapovalov à l'US Open en 2018.

Denis Shapovalov commence sa saison 2018 à Brisbane où il perd au premier tour en simple contre Kyle Edmund, et en double contre les futurs vainqueurs Henri Kontinen et John Peers.
À l'ASB Classic d'Auckland, il bat Rogério Dutra Silva au premier tour mais est éliminé au deuxième tour en deux manches par Juan Martín del Potro (2-6, 4-6).
Pour ses premiers Internationaux d'Australie, Shapovalov l'emporte au premier tour sur Stéfanos Tsitsipás dans le duel des espoirs en trois sets convaincants (6-1, 6-3, 7-65) mais perd au deuxième tour face à Jo-Wilfried Tsonga en cinq sets (6-3, 3-6, 6-1, 64-7, 5-7 en 3 h 37) après avoir mené 2 sets à 1 et 5-2 dans la manche décisive.
À la suite de l'Open d'Australie, Shapovalov fait ses débuts à l'Open de Delray Beach où il atteint les demi-finales. Il bat tour à tour Ivo Karlović (7-5, 7-64), Jared Donaldson (66-7, 6-4, 6-4) et Taylor Fritz (7-5, 6-4) au cours des trois premiers tours avant de tomber sur le futur champion Frances Tiafoe (5-7, 4-6) aux portes de la finale. La semaine suivante, il se rend à Acapulco où il vainc l'ancien no 4 mondial Kei Nishikori, celui-ci n'étant pas au meilleur de ses capacités, en trois sets (63-7, 6-3, 6-1), mais il doit s'incliner contre le no 6 mondial Dominic Thiem au second tour (2-6, 3-6). Puis il se rend au Masters d'Indian Wells ou il bat Ričardas Berankis puis il s'incline au 2e tour face à Pablo Cuevas. La semaine suivante il se rend au Masters de Miami ou il bat tour à tour Viktor Troicki (6-3, 64-7, 7-66), Damir Džumhur (6-1, 7-5) puis le tête de série numéro 11 Sam Querrey (6-4, 3-6, 7-5), mais il s'incline contre le Croate Borna Ćorić après un match haletant (62-7, 6-4, 4-6).
Puis il entame sa saison sur terre battue européenne au Masters de Monte-Carlo où il est battu d'entrée par Stéfanos Tsitsipás. Il se rend ensuite au Masters de Madrid où il bat tour à tour Tennys Sandgren, Benoît Paire (7-65, 4-6, 6-4), son compatriote Milos Raonic (6-4, 6-4) puis Kyle Edmund (7-5, 66-7, 6-4) au terme d'un gros match pour se qualifier pour sa deuxième demi-finale en Masters 1000. Mais il s'incline face au 3e mondial, Alexander Zverev, le futur lauréat, (4-6, 1-6) en 57 minutes. Après au Masters de Rome, il atteint les 1/8 de finale après des victoires sur la tête de série numéro 15 Tomáš Berdych (1-6, 6-3, 7-65) et Robin Haase (7-63, 65-7, 6-3), mais s'incline sèchement (4-6, 1-6) contre Rafael Nadal en 1 h 22.
En août commence la tournée sur ciment américain avec l'Open de Washington, il s'incline (61-7, 3-6) en 1/8 contre Kei Nishikori. Puis au Masters du Canada, il bat notamment Fabio Fognini (6-3, 7-5) pour atteindre à nouveau les huitièmes de finale, mais il perd à ce stade (5-7, 2-6) contre Robin Haase.

### 2019: premier titre,1refinale en Masters 1000 à Paris-Bercy, finale à la Coupe Davis et entrée dans le top 20

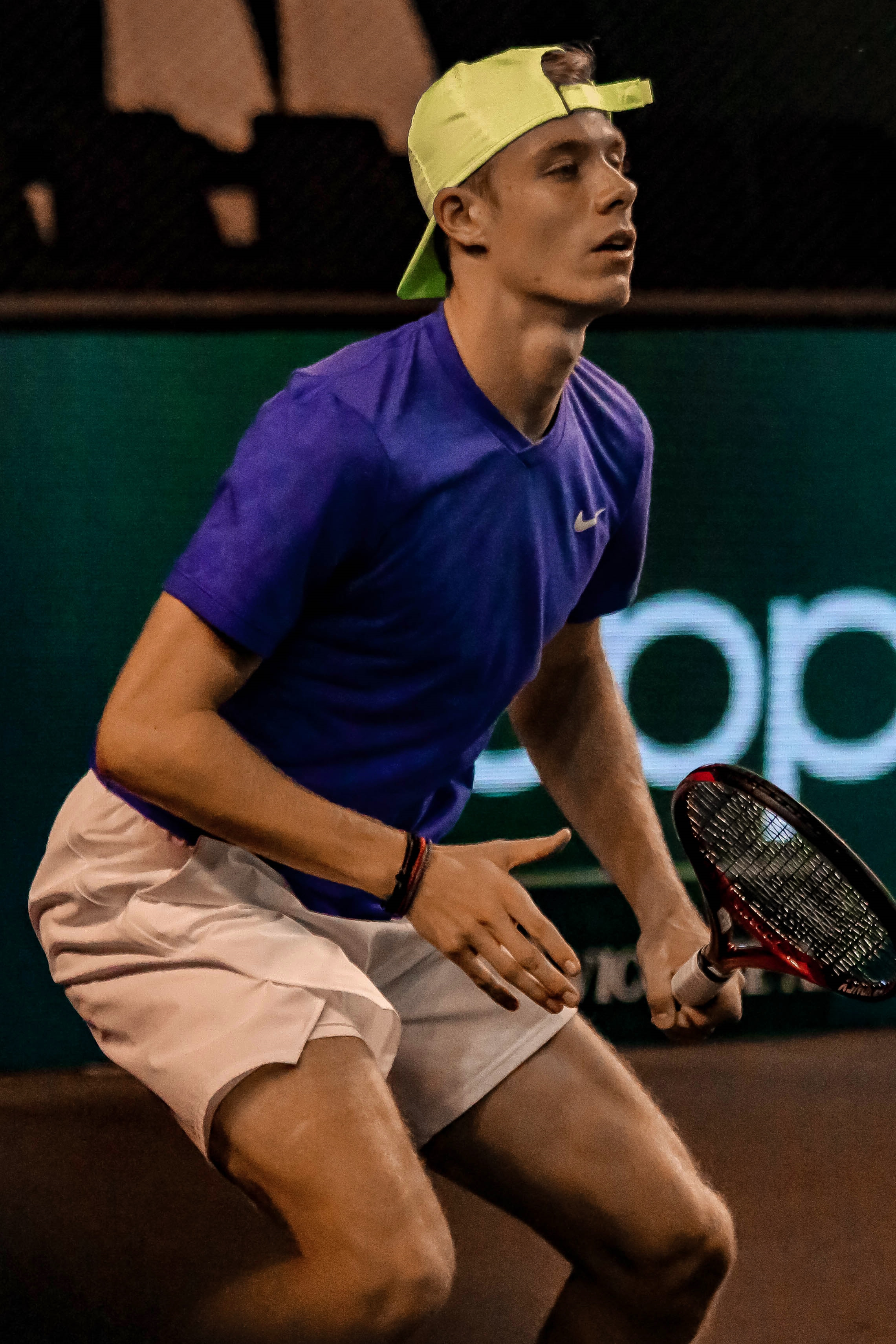
Shapovalov au Masters de Paris-Bercy en 2019.

Le 7 janvier, Denis Shapovalov lance sa saison en Nouvelle-Zélande, au tournoi d'Auckland où il perd au premier tour contre le Portugais João Sousa en trois sets accrochés (6-4, 4-6, 4-6). À l'Open d'Australie, il est tête de série no 25. Au premier tour, il dispose de l'Espagnol Pablo Andújar (6-2, 6-3, 7-63). Au tour suivant, il écarte le Japonais Taro Daniel (6-3, 7-62, 6-3) et se retrouve face à Novak Djokovic, futur vainqueur du tournoi, qui lui inflige une sévère « roue de bicyclette » pour conclure le match (3-6, 4-6, 6-4, 0-6) après avoir toutefois perdu un set.
Le 7 février, il fait son retour en tant que tête de série no 3 au tournoi de Montpellier. Exempté de premier tour, il se retrouve en quarts de finale après avoir disposé de l'Espagnol Marcel Granollers en deux manches (6-4, 7-61) mais chute ensuite contre le Français Pierre-Hugues Herbert (5-7, 64-7). Il enchaîne avec l'ATP 500 de Rotterdam où il bat au premier tour le qualifié croate Franko Škugor (7-5, 6-3) puis dispose facilement de Tomáš Berdych en deux sets (6-4, 6-3) avant de perdre en quarts de finale contre Stanislas Wawrinka (4-6, 64-7). Puis il s'aligne à Marseille, un autre ATP 250. Tête de série no 4, exempté de premier tour, il perd son premier match contre le Kazakh Mikhail Kukushkin (4-6, 64-7).
Le 9 mars, exempté du premier tour au Masters 1000 d'Indian Wells, il commence le tournoi face à l'Américain Steve Johnson qu'il bat (6-3, 6-4), puis s'offre Marin Čilić en deux sets (6-4, 6-2) pour atteindre les huitièmes de finale. Il cède face au Polonais Hubert Hurkacz, tombeur de Kei Nishikori, en trois sets disputés (63-7, 6-2, 3-6). De retour le 23 mars au Masters 1000 de Miami, il débute au second tour face au Britannique Daniel Evans qu'il vainc en trois sets (4-6, 6-1, 6-3). Au troisième tour, il passe le Russe Andrey Rublev en deux sets (6-3, 7-65) puis bat en huitième de finale, et en trois sets (4-6, 6-3, 7-63), le Grec Stéfanos Tsitsipás, 10e mondial, dans un match intense où chaque joueur marque cent points. C'est le deuxième top 10 qu'il bat dans sa carrière (après Rafael Nadal à Montréal en 2017). Sur le même rythme, il parvient à battre Frances Tiafoe en trois sets (65-7, 6-4, 6-2) après 2 h 14 de jeu et s'offre la troisième demi-finale en Masters 1000 de sa carrière. Il y rencontre son idole Roger Federer, un match dont il rêve depuis longtemps qui se solde par une défaite (2-6, 4-6) en seulement 1 h 12,. Ce parcours lui permet de monter à la 20e place au classement ATP à l'issue du tournoi sans avoir jusqu'à présent disputé de finale sur le circuit.
Pour son retour sur les courts au Masters de Monte-Carlo, premier Masters 1000 sur terre battue, Shapovalov perd d'entrée au premier tour contre l'Allemand Jan-Lennard Struff (7-5, 3-6, 1-6). Il enchaîne avec le tournoi ATP 500 de Barcelone, où il est exempté du premier tour en tant que tête de série no 9. Il s'incline également d'entrée contre le Chilien Cristian Garín en deux sets (5-7, 2-6).
Début mai, il perd encore une fois au premier tour au Masters 1000 de Madrid contre le Canadien Félix Auger-Aliassime en deux sets (2-6, 67-7), toujours en quête d'une première victoire sur terre, et descend à la 22e place mondiale. Inscrit au Masters 1000 de Rome, il rencontre le 11 mai, au premier tour, l'Espagnol Pablo Carreño Busta qu'il bat en deux sets (6-3, 7-65), gagnant ainsi son premier match sur terre battue de l'année... pour défier Novak Djokovic au tour suivant, le récent vainqueur du tournoi de Madrid, qui le renvoie à l'entraînement en deux sets secs (1-6, 3-6). Il se console en double, aux côtés de Fernando Verdasco avec qui il bat la paire Koolhof/Tsitsipás (6-3, 6-2) au premier tour. En huitièmes de finale, ils sont battus par la paire tête de série no 5, Oliver Marach/Mate Pavić en deux sets (3-6, 64-7). Toujours en mal de matches gagnés sur terre battue avant Roland-Garros, il s'inscrit au tournoi de Lyon où, tête de série no 3, exempté de premier tour, il rencontre le 22 mai le Français Ugo Humbert en huitièmes de finale qu'il bat difficilement en trois sets (2-6, 7-63, 6-2). En quarts de finale, opposé à un autre Français, le fantasque et futur vainqueur du tournoi Benoît Paire, il s'incline au tie-break du troisième set (3-6, 6-4, 64-7).
Classé 24e mondial et tête de série no 20 quand il se présente à Roland-Garros, il cède dès le premier tour face à l'Allemand et 45e mondial Jan-Lennard Struff en trois sets (61-7, 3-6, 4-6), confirmant que la terre battue n'est pas sa surface préférée.
Il commence sa saison sur herbe le 11 juin en ayant perdu une place ATP, désormais 25e, par le tournoi de Stuttgart, un ATP 250 : tête de série n°8, il retrouve au premier tour Jan-Lennard Struff pour une revanche de Roland-Garros... En vain : il cède en deux sets (5-7, 4-6). Par contre, il se rattrape en double aux côtés de l'Indien Rohan Bopanna : au premier tour ils battent la paire légendaire des frères Bob et Mike Bryan (6-3, 3-6, 10-6), puis les Français Lucas Pouille & Jo-Wilfried Tsonga (6-4, 6-3) et en demi-finale les Australiens Nick Kyrgios & Matt Reid (6-3, 6-4). Ils s'inclinent en finale contre la paire tête de série n°1, le Brésilien Bruno Soares et l'Australien John Peers (5-7, 3-6). Inscrit ensuite au tournoi du Queen's, un ATP 500, il cède derechef au premier tour face à la tête de série n°3, l'Argentin Juan Martín del Potro (5-7, 4-6). Pour finaliser sa préparation, il participe fin juin au tournoi exhibition Boodles Challenge. Il s'impose en deux sets (6-3, 6-3) face à Fabio Fognini mais surtout bat pour la première fois le n°1 mondial Novak Djokovic (7-64, 6-4).
À Wimbledon, il perd (61-7, 4-6, 3-6) au premier tour contre le Lituanien Ričardas Berankis. Descente à la 38e place et retour aux séances d'entrainement pendant quelques semaines avant de s'aligner au Master 1000 du Canada, la coupe Rogers. Au premier tour il domine le Français Pierre-Hugues Herbert (6-3, 7-5) mais cède au tour suivant contre l'Autrichien Dominic Thiem dans un match accroché (4-6, 6-3, 3-6). Il enchaîne une semaine plus tard au Master 1000 de Cincinnati en battant au premier tour le Portugais João Sousa (2-6, 6-3, 6-2), puis perd au second tour contre le Français Lucas Pouille (4-6, 4-6). Conscient du manque de matches, il s'inscrit au dernier tournoi préparatoire avant l'US Open, l'ATP 250 de Winston-Salem. Tête de série numéro 2, au premier tour il bat l'Américain Tennys Sandgren (6-2, 6-4) puis se défait du Serbe Miomir Kecmanović (6-2, 6-3) pour affronter en quarts de finale le récent tombeur de Roger Federer à Cincinnati, le Russe Andrey Rublev, qu'il domine en deux sets (6-3, 7-64). En demi-finale, il perd contre le futur vainqueur du tournoi, le Polonais Hubert Hurkacz (3-6, 4-6).
Pour le dernier Majeur de l'année, l'US Open, il corrige (6-1, 6-1, 6-4) au premier tour son compatriote et tête de série no 16 Félix Auger-Aliassime. Au second tour, il dispose aisément du Suisse Henri Laaksonen (6-4, 7-62, 6-3) et finit sa route au troisième tour en s'inclinant face au Français Gaël Monfils après un combat très serré (7-65, 64-7, 4-6, 7-68, 3-6).
Denis Shapovalov reprend le 20 septembre en participant à la Laver Cup à Genève dans l'équipe Monde. En simple, il est battu par Dominic Thiem (4-6, 7-5, 11-13) et en double (associé à Jack Sock) il perd également contre la paire Roger Federer - Alexander Zverev (3-6, 5-7). Le 24 septembre, il fait son retour sur le circuit principal au tournoi de Chengdu, un ATP 250. Tête de série no 8, il bat au premier tour le Lituanien Ričardas Berankis (6-4, 6-3) puis l'Américain Bradley Klahn en trois sets disputés (3-6, 6-3, 7-63). En quarts de finale, il bat en trois sets le Biélorusse Egor Gerasimov (6-4, 3-6, 6-3) mais cède une fois encore en demi-finale (la septième de suite) contre l'Espagnol Pablo Carreño Busta (3-6, 4-6), futur vainqueur du tournoi.
Début octobre, il s'aligne à l'ATP 500 de Tokyo. Au premier tour, il bat le Serbe Miomir Kecmanović (6-4, 6-4) puis cède au tour suivant contre la tête de série no 3, le Belge David Goffin (65-7, 62-7). Il enchaîne avec le Masters 1000 de Shanghai où il bat facilement au premier tour l'Américain Frances Tiafoe (6-4, 6-2) puis est éliminé au second tour par le numéro 1 mondial Novak Djokovic (3-6, 3-6). Inscrit en tant que tête de série no 4 au tournoi de Stockholm, il est exempté de premier tour et dispute son premier match contre l'Australien Alexei Popyrin qu'il bat en deux sets (6-4, 7-63). En quarts de finale, il dispose en moins d'une heure de l'Allemand Cedrik-Marcel Stebe (6-0, 6-3) puis récidive face au Japonais Yuichi Sugita (7-5, 6-2) pour atteindre sa première finale. Il remporte à vingt ans son premier tournoi ATP en battant le Serbe Filip Krajinović en deux sets (6-4, 6-4). Il enchaîne avec l'ATP 500 de Vienne où il est éliminé au premier tour par Pablo Carreño Busta (3-6, 5-7). En double, avec l'Indien Rohan Bopanna, ils battent au premier tour les Autrichiens Oliver Marach et Jürgen Melzer (7-66, 6-2) puis sont éliminés en quarts de finale par les têtes de série no 1 Marcelo Melo et Łukasz Kubot.
Pour le dernier Masters 1000 de l'année, le Masters de Paris-Bercy, il bat au premier tour Gilles Simon (2-2, ab.) puis la tête de série no 11, l'Italien Fabio Fognini (3-6, 6-3, 6-3), et en huitièmes de finale Alexander Zverev, tête de série no 6, (6-2, 5-7, 6-2). Il bat en quarts une nouvelle tête de série, Gaël Monfils, en deux sets secs (6-2, 6-2) et s'offre sa quatrième demi-finale en Masters 1000. Il gagne sa demi-finale par forfait, son adversaire Rafael Nadal étant touché aux abdominaux,. En finale, il cède face à Novak Djokovic en deux sets (3-6, 4-6),. Parallèlement, il va jusqu'en quarts de finale du double avec son partenaire habituel, Rohan Bopanna, après avoir vaincu au premier tour la paire Fernando Verdasco - Benoît Paire (6-4, 7-5) puis la paire Austin Krajicek - Máximo González (6-1, 6-3). Ils perdent face aux Russes Andrey Rublev et Karen Khachanov (5-7, 7-61, [8-10]).
Pour conclure l'année, il participe à la Coupe Davis nouvelle formule. En poule contre l'Italie, il s'impose en simple (7-65, 63-7, 7-65) contre Matteo Berrettini puis perdent le double avec Vasek Pospisil, ce qui est sans conséquence. Contre les Américains, il remporte son simple (7-66, 6-3) contre Taylor Fritz. Arrivent les phases à élimination directe où il perd son match de simple contre les Australiens face à Alex De Minaur (6-3, 3-6, 5-7). Les Canadiens passent en demi-finale après leur victoire en double se finissant à minuit passé. Contre les Russes, Shapovalov égalise en battant Karen Khachanov (6-4, 4-6, 6-4) et remporte le double dans l'ultime manche au jeu décisif pour se qualifier pour la finale,. En finale face à l'Espagne, Félix Auger-Aliassime et Denis Shapovalov perdent leurs simples respectifs face à Roberto Bautista-Agut et Rafael Nadal (3-6, 67-7).

### 2020: 1/4 de finale à l'US Open, 1/2 finale à Rome et entrée furtive dans le top 10
À l'ATP Cup, pour les phases de poules, il bat le 6e mondial Stéfanos Tsitsipás (7-66, 7-64) et gagne avec Félix Auger-Aliassime 3 à 0 contre la Grèce. Contre l'Australie, le Canada perd 0 à 3, Denis Shapovalov s'inclinant en simple (7-66, 4-6, 2-6) face à Alex De Minaur. Affrontant l'Allemagne, Shapovalov égalise en battant le 7e mondial Alexander Zverev (6-2, 6-2) et remporte le double pour passer en quarts de finale. Contre la Serbie, ils perdent leurs deux simples et le double, Denis Shapovalov s'inclinant dans un gros match (6-4, 1-6, 64-7) contre Novak Djokovic. Puis à l'Open d'Australie, Denis Shapovalov s'incline d'entrée face à Márton Fucsovics (3-6, 7-67, 1-6, 63-7).
Après la suspension du circuit à cause de la pandémie de Covid-19, Denis Shapovalov participe à l'US Open en tant que tête de série no 12. Il passe en quatre manches Sebastian Korda, puis Kwon Soon-woo à nouveau en quatre sets et se sort d'un match mal embarqué face à Taylor Fritz pour se qualifier en huitièmes de finale. Il se qualifie pour son premier quart de finale en Grand Chelem en battant (60-7, 6-3, 6-4, 6-3) David Goffin tête de série no 7 après trois heures et demie de jeu. Dans une rencontre folle de plus de quatre heures, après plusieurs opportunités et un 6-0 infligé à l'Espagnol Pablo Carreño Busta, Denis Shapovalov s'incline finalement (6-3, 65-7, 64-7, 6-0, 3-6), manquant sa première opportunité de se qualifier en demi-finale de Grand Chelem.
Sur terre battue, il atteint les demi-finales du Masters de Rome, avec des victoires sur Guido Pella, le qualifié Pedro Martínez puis Ugo Humbert (65-7, 6-1, 6-4). En quart, il vainc (6-2, 3-6, 6-2) dans un match décousu le Bulgare Grigor Dimitrov. Il s'incline aux portes de la finale au terme d'un match dantesque de 3 h 15 de jeu (4-6, 7-5, 64-7) avec un jeu décisif dans l'ultime manche contre l'Argentin Diego Schwartzman, ce qui lui permet de monter à la 10e place du classement ATP. 
Puis à Roland-Garros, il passe Gilles Simon en quatre manches mais déçoit en perdant au second tour (5-7, 7-65, 3-6, 6-3, 6-8) contre l'Espagnol Roberto Carballés Baena.
En indoor au tournoi de Saint-Pétersbourg, il bat Viktor Troicki, le qualifié Ilya Ivashka, puis en quarts Stanislas Wawrinka (6-4, 7-5), avant de s'incliner face à Andrey Rublev (6-4, 3-6, 4-6) à nouveau aux portes de la finale.

### 2021: demi-finale à Wimbledon et 2 finales d'ATP 250

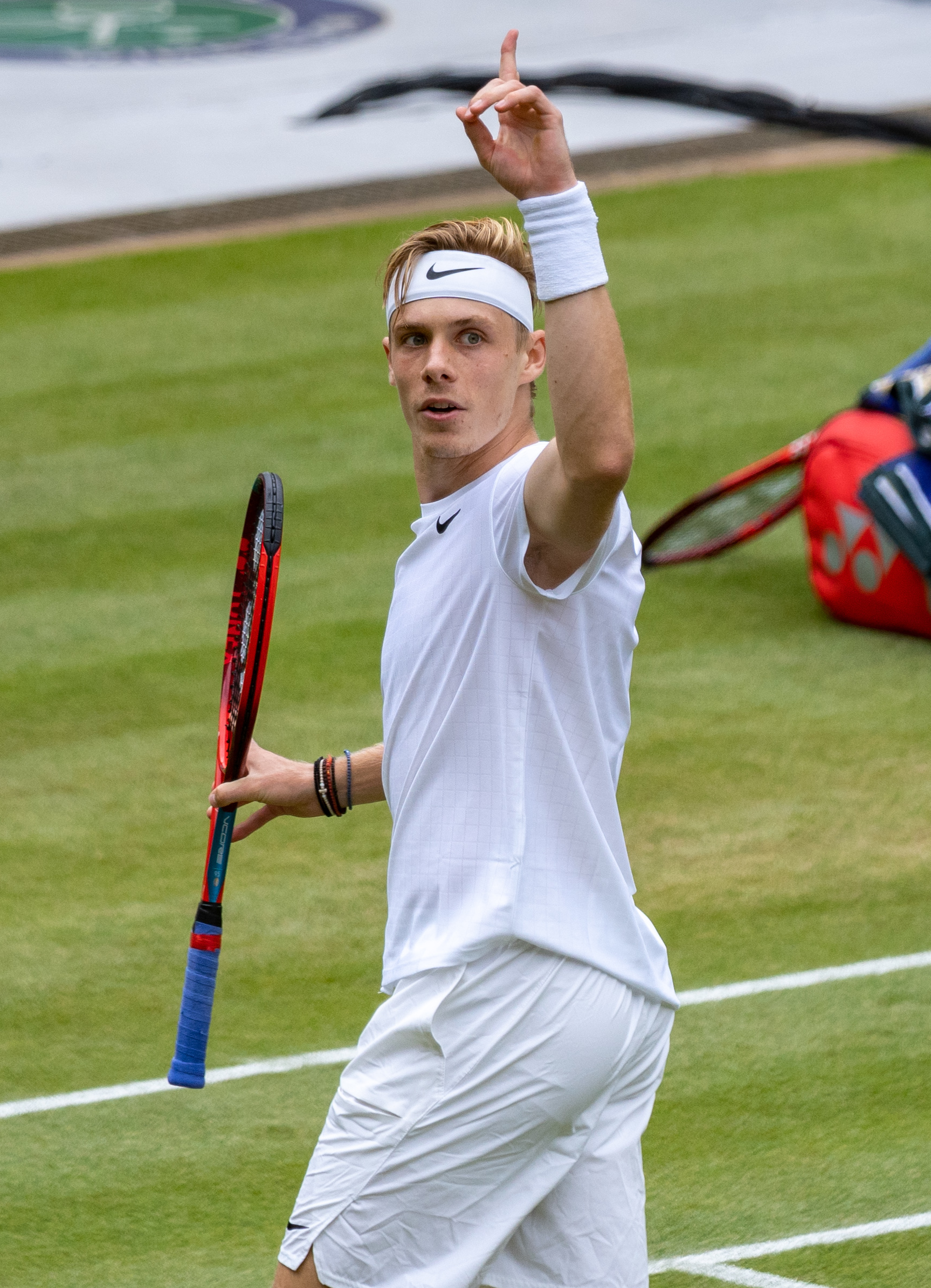
Shapovalov lors d'un match contre Karen Khachanov à Wimbledon en 2021.

En début d’année, Denis Shapovalov joue l'Open d'Australie. Il passe facilement deux tours mais doit s’incliner au troisième contre Félix Auger-Aliassime.
À Doha, il gagne son premier tour face à Vasek Pospisil mais il perd en quart de finale contre Taylor Fritz. Au tournoi de Dubaï il atteint facilement les demi-finales où il est éliminé par Lloyd Harris. Il est éliminé au troisième tour à Miami.
Il entame mal la tournée sur terre battue à Estoril en perdant d'entrée contre Corentin Moutet. À Madrid, il perd au deuxième tour contre Alexander Bublik. À Rome, il joue mieux et va jusqu'en huitièmes de finale où il résiste, mais perd contre Rafael Nadal dans le jeu décisif du dernier set. À Genève, il gagne 3 matchs en 2 jours pour atteindre la finale où il perd contre Casper Ruud. Il déclare forfait pour le tournoi du Grand Chelem de Roland-Garros en raison de douleurs à l'épaule.
En juin 2021, il annonce qu'il renonce à participer au tournoi olympique en raison de la pandémie de Covid-19.
Au tournoi de Wimbledon, il vainc en cinq sets Philipp Kohlschreiber puis bénéficie du forfait de Pablo Andújar. Il affronte le double vainqueur du tournoi Andy Murray au 3e tour, qu'il bat facilement (6-4, 6-2, 6-2). Il se rend jusqu'en demi-finale où il perd contre Novak Djokovic en trois manches (63-7, 5-7, 5-7).
Il est nommé joueur canadien de double de l'année par Tennis Canada.

### 2022: victoire à l'ATP Cup et 1/4 de finale à l'Open d'Australie
Denis Shapovalov commence sa saison à l'ATP Cup qu'il remporte avec son compatriote Félix Auger-Aliassime après avoir battu en demi-finale Roman Safiullin et en finale Pablo Carreño Busta.
À l'Open d'Australie, il bat Alexander Zverev en huitièmes de finale puis est éliminé par Rafael Nadal en cinq sets en quarts (3-6, 4-6, 6-4, 6-3, 3-6). Dans les premiers tours, le Canadien avait disposé de Laslo Djere (7-63, 6-4, 3-6, 7-63), Kwon Soon-woo (7-66, 63-7, 66-7, 7-5, 6-2) et la tête de série no 23 Reilly Opelka (7-64, 4-6, 6-3, 6-4). 
Durant le mois de mai, il dispute le tournoi de Roland-Garros où il est éliminé au premier tour face au Danois Holger Rune (3-6, 1-6, 64-7). Il est aussi quart de finaliste à Rome, éliminant notamment l'Espagnol Rafael Nadal en huitième de finale, malgré un premier set complètement manqué (1-6, 7-5, 6-2). 
Il démarre la tournée sur gazon avec une défaite au premier tour à Stuttgart contre l'Allemand Oscar Otte. Il enchaîne une quatrième défaite consécutive au premier tour lors du tournoi du Queen's contre l'Américain Tommy Paul, dans un match interrompu par la nuit. Juste avant le tournoi de Wimbledon, il confirme sa méforme en perdant au premier tour du tournoi de Majorque contre le Français Benjamin Bonzi (4-6, 1-6). 
Il commence le tournoi de Wimbledon, dont il a été demi-finaliste en 2021 en tant que tête de série numéro 13. Il écarte le Français Arthur Rinderknech en cinq sets mais s'incline au tour suivant face à l'Américain Brandon Nakashima, dans le premier duel entre les deux hommes. 
À l'US Open, le Canadien tient son rang de tête de série no 19 en se hissant au troisième tour, après des victoires difficiles sur Marc-Andrea Hüsler (2-6, 6-4, 6-5, 1-6, 6-3) et Roberto Carballés Baena (6-4, 4-6, 6-3, 6-2). Il y est défait par le Russe Andrey Rublev au super tiebreak du cinquième, bien qu'il ait mené deux manches à une (4-6, 6-2, 7-63, 4-6, 67-7).
Le 26 septembre 2022, Shapovalov échoue en finale du tournoi de Séoul, un ATP 250, battu par le Japonais Yoshihito Nishioka en deux sets accrochés (4-6, 65-7). Fin octobre, il bat successivement l'invité Jurij Rodionov (6-4, 6-4), l'Américain et tête de série numéro quatre Taylor Fritz (6-1, 4-6, 6-3), le Britannique Daniel Evans (6-3, 6-3) et le Croate Borna Ćorić en demi-finale (7-6, 6-0) du tournoi de Vienne. Il dispute sa deuxième finale de l'année contre le Russe numéro quatre mondial Daniil Medvedev et s'incline malgré le gain du premier set (6-4, 3-6, 2-6).

### 2023: 1/8 à Wimbledon
Début juillet, Denis Shapovalov gagne ses matchs lors du tournoi de Wimbledon contre le qualifié moldave Radu Albot (5-7, 6-4, 6-2, 6-2), le Français Grégoire Barrère (6-3, 6-4, 7-5) et le local Liam Broady (4-6, 6-2, 7-5, 7-5), tombeur du Norvégien Casper Ruud, quatrième mondial. Opposé à Roman Safiullin en huitième de finale, il s'incline contre le Russe (6-3, 3-6, 1-6, 3-6). Blessé ensuite à un genou, il ne peut participer à l'US Open.

### 2024:2etitreATP à Belgrade
À la fin de la saison 2024, au tournoi de Belgrade, il se qualifie pour le tableau principal puis remporte son deuxième titre ATP. Il bat pour cela un autre qualifié, le Hongrois Márton Fucsovics (6-7, 7-5, 6-1) contre qui il lâche sa seule manche du tournoi, le Portugais Nuno Borges (6-2, 6-4), l'Australien Christopher O'Connell (6-2, 6-2) et le Tchèque Jiří Lehečka (6-2, 6-1). Il s'impose en finale contre l'invité local Hamad Medjedović qui dispute sa première finale ATP (6-4, 6-4). C'est son premier titre depuis cinq ans.

### 2025: Deux titres ATP à Dallas et Los Cabos
Début février, il joue le tournoi de Dallas et impressionne en sortant le Serbe Miomir Kecmanović (6-3, 65-7, 6-3) et le numéro quatre mondial Taylor Fritz (2-6, 6-3, 7-62), finaliste du dernier US Open, s'offrant ainsi son premier Top 10 depuis près de trois ans. Il continue sur sa lancée en se débarrassant du Tchèque Tomáš Macháč (7-65, 6-0) et du tenant du titre Tommy Paul, ayant récemment intégré le Top 10 (7-5, 6-3) pour disputer une huitième finale en carrière. Contre le Norvégien Casper Ruud, cinquième joueur mondial, il se montre solide (7-65, 6-3) et remporte son troisième titre en carrière, le premier en ATP 500, réussissant également pour la première fois de sa carrière à sortir trois joueurs du Top 10 dans un même tournoi. Il confirme sa bonne forme à Acapulco, où il s'offre le scalp de trois Américains, les jeunes Nishesh Basavareddy (7-5, 6-2) et Alex Michelsen (6-4, 6-3) et Marcos Giron qu'il renverse (4-6, 6-3, 6-2) pour parvenir jusqu'en demi-finale. Il échoue néanmoins à se qualifier une nouvelle fois en finale contre l'Espagnol Alejandro Davidovich Fokina, déjà finaliste quelques semaines plus tôt à Delray Beach, s'inclinant en deux tie-breaks.
Revenu au Mexique en juillet après Wimbledon, il y performe de nouveau, et ne laisse aucune chance à ses premiers adversaires, le qualifié Govind Nanda (6-1, 6-2) et les Australiens Tristan Schoolkate (6-3, 6-2) et Adam Walton (6-2, 6-2) pour rejoindre sa dixième finale en carrière, étant le premier Canadien à aller jusqu'à ce stade. Il joue pour le titre l'Américain Aleksandar Kovacevic, qu'il prive d'un premier titre en carrière (6-4, 6-2), s'offrant son deuxième trophée de l'année.

## Style de jeu
Denis Shapovalov est gaucher, il est un des rares joueurs de l'ère moderne avec un revers à une main lifté et le seul actuellement gaucher. Il fait régulièrement des revers sautés à plat puissants et très impressionnants. Au service, il utilise fréquemment le slice dit « du gaucher », sortant loin sur le revers d'un droitier[réf. nécessaire].

## Palmarès

### Titres en simple
| No | Date       | Nom et lieu du tournoi                           | Catégorie | Dotation    | Surface    | Finaliste            | Score     |          |
| -- | ---------- | ------------------------------------------------ | --------- | ----------- | ---------- | -------------------- | --------- | -------- |
| 1  | 14-10-2019 | Intrum Stockholm Open, Stockholm                 | ATP 250   | 635 750 €   | Dur (int.) | Filip Krajinović     | 6-4, 6-4  | Parcours |
| 2  | 03-11-2024 | Belgrade Open, Belgrade                          | ATP 250   | 579 320 €   | Dur (int.) | Hamad Medjedović     | 6-4, 6-4  | Parcours |
| 3  | 03-02-2025 | Dallas Open, Frisco                              | ATP 500   | 2 760 000 $ | Dur (int.) | Casper Ruud          | 7-65, 6-3 | Parcours |
| 4  | 14-07-2025 | Mifel Tennis Open by Telcel Oppo, Cabo San Lucas | ATP 250   | 889 890 $   | Dur (ext.) | Aleksandar Kovacevic | 6-4, 6-2  | Parcours |

### Finales en simple
| No | Date       | Nom et lieu du tournoi                        | Catégorie    | Dotation    | Surface      | Vainqueur          | Score         |          |
| -- | ---------- | --------------------------------------------- | ------------ | ----------- | ------------ | ------------------ | ------------- | -------- |
| 1  | 28-10-2019 | Rolex Paris Masters, Paris                    | Masters 1000 | 5 207 405 € | Dur (int.)   | Novak Djokovic     | 6-3, 6-4      | Parcours |
| 2  | 16-05-2021 | Gonet Geneva Open, Genève                     | ATP 250      | 419 470 €   | Terre (ext.) | Casper Ruud        | 7-66, 6-4     | Parcours |
| 3  | 07-11-2021 | Stockholm Open, Stockholm                     | ATP 250      | 635 750 €   | Dur (int.)   | Tommy Paul         | 6-4, 2-6, 6-4 | Parcours |
| 4  | 26-09-2022 | Eugene Korea Open Tennis Championships, Séoul | ATP 250      | 1 117 930 $ | Dur (ext.)   | Yoshihito Nishioka | 6-4, 7-65     | Parcours |
| 5  | 24-10-2022 | Erste Bank Open, Vienne                       | ATP 500      | 2 349 180 € | Dur (int.)   | Daniil Medvedev    | 4-6, 6-3, 6-2 | Parcours |

### Finales en double
| No | Date       | Nom et lieu du tournoi     | Catégorie | Dotation    | Surface      | Vainqueurs                  | Partenaire    | Score     |          |
| -- | ---------- | -------------------------- | --------- | ----------- | ------------ | --------------------------- | ------------- | --------- | -------- |
| 1  | 10-06-2019 | MercedesCup Stuttgart      | ATP 250   | 679 015 €   | Gazon (ext.) | John Peers Bruno Soares     | Rohan Bopanna | 7-5, 6-3  | Parcours |
| 2  | 14-02-2022 | Qatar Exxonmobil Open Doha | ATP 250   | 1 071 030 $ | Dur (ext.)   | Wesley Koolhof Neal Skupski | Rohan Bopanna | 7-64, 6-1 | Parcours |

### Titres Challenger en simple
| No | Date       | Nom et lieu du tournoi                                      | Catégorie  | Dotation | Surface    | Finaliste       | Score         |  |
| -- | ---------- | ----------------------------------------------------------- | ---------- | -------- | ---------- | --------------- | ------------- |  |
| 1  | 13-03-2017 | Challenger Banque Nationale de Drummondville, Drummondville | Challenger | 75 000 $ | Dur (int.) | Ruben Bemelmans | 6-3, 6-2      |  |
| 2  | 17-07-2017 | Challenger Banque Nationale de Gatineau, Gatineau           | Challenger | 75 000 $ | Dur (ext.) | Peter Polansky  | 6-1, 3-6, 6-3 |  |

### Finale Challenger en simple
| No | Date       | Nom et lieu du tournoi                  | Catégorie  | Dotation | Surface    | Vainqueur   | Score    |  |
| -- | ---------- | --------------------------------------- | ---------- | -------- | ---------- | ----------- | -------- |  |
| 1  | 20-03-2017 | Jalisco Open by Aeroméxico, Guadalajara | Challenger | 50 000 $ | Dur (ext.) | Mirza Bašić | 6-4, 6-4 |  |

## Parcours dans les tournois duGrand Chelem

### En simple
| Année | Open d'Australie | Open d'Australie      | Internationaux de France | Internationaux de France | Wimbledon       | Wimbledon         | US Open         | US Open              |
| ----- | ---------------- | --------------------- | ------------------------ | ------------------------ | --------------- | ----------------- | --------------- | -------------------- |
| 2017  | —                | —                     | —                        | —                        | 1er tour (1/64) | Jerzy Janowicz    | 1/8 de finale   | Pablo Carreño Busta  |
| 2018  | 2e tour (1/32)   | Jo-Wilfried Tsonga    | 2e tour (1/32)           | Maximilian Marterer      | 2e tour (1/32)  | Benoît Paire      | 3e tour (1/16)  | Kevin Anderson       |
| 2019  | 3e tour (1/16)   | Novak Djokovic        | 1er tour (1/64)          | Jan-Lennard Struff       | 1er tour (1/64) | Ričardas Berankis | 3e tour (1/16)  | Gaël Monfils         |
| 2020  | 1er tour (1/64)  | Márton Fucsovics      | 2e tour (1/32)           | R. Carballés Baena       | Annulé          | Annulé            | 1/4 de finale   | Pablo Carreño Busta  |
| 2021  | 3e tour (1/16)   | Félix Auger-Aliassime | —                        | —                        | 1/2 finale      | Novak Djokovic    | 3e tour (1/16)  | Lloyd Harris         |
| 2022  | 1/4 de finale    | Rafael Nadal          | 1er tour (1/64)          | Holger Rune              | 2e tour (1/32)  | Brandon Nakashima | 3e tour (1/16)  | Andrey Rublev        |
| 2023  | 3e tour (1/16)   | Hubert Hurkacz        | 3e tour (1/16)           | Carlos Alcaraz           | 1/8 de finale   | Roman Safiullin   | —               | —                    |
| 2024  | 1er tour (1/64)  | Jakub Menšík          | 3e tour (1/16)           | Hubert Hurkacz           | 3e tour (1/16)  | Ben Shelton       | 1er tour (1/64) | B. van de Zandschulp |
| 2025  | 2e tour (1/32)   | Lorenzo Musetti       | 2e tour (1/32)           | Filip Misolic            | 1er tour (1/64) | Mariano Navone    |                 |                      |

N.B. : à droite du résultat se trouve le nom de l'ultime adversaire.

### En double messieurs
| Année | Open d'Australie                                                                | Open d'Australie | Internationaux de France                                                          | Internationaux de France | Wimbledon | Wimbledon                                                                         | US Open                                                                             | US Open |
| ----- | ------------------------------------------------------------------------------- | ---------------- | --------------------------------------------------------------------------------- | ------------------------ | --------- | --------------------------------------------------------------------------------- | ----------------------------------------------------------------------------------- | ------- |
| 2019  | —                                                                               | —                | —                                                                                 | —                        | —         | —                                                                                 | 1/8 de finale R. Bopanna \|\| style="text-align:left;" \| Jamie Murray Neal Skupski |         |
| 2020  | —                                                                               | —                | 1er tour (1/32) R. Bopanna \|\| style="text-align:left;" \| V. Pospisil Jack Sock | Annulé                   | Annulé    | 1/4 de finale R. Bopanna \|\| style="text-align:left;" \| J.-J. Rojer Horia Tecău |                                                                                     |         |
| 2021  | 2e tour (1/16) V. Pospisil \|\| style="text-align:left;" \| N. Monroe F. Tiafoe | —                | —                                                                                 | —                        | —         | —                                                                                 | —                                                                                   |         |
|       |                                                                                 |                  |                                                                                   |                          |           |                                                                                   |                                                                                     |         |
| 2024  | —                                                                               | —                | —                                                                                 | —                        | —         | —                                                                                 | 1er tour (1/32) Kwon S.-w. \|\| style="text-align:left;" \| F. Cobolli D. Stricker  |         |

N.B. : le nom du partenaire se trouve sous le résultat ; les noms des ultimes adversaires se trouvent à droite.

## Parcours enCoupe Davis
| #                                                                                     | Date          | Lieu       | Surface             | Gagnant(s)                             | Perdant(s)                             | Score                     |          |
|                                                                                       |               |            |                     |                                        |                                        |                           |          |
| 2016 - play-off (groupe mondial) - Canada - Chili 5 : 0                               |               |            |                     |                                        |                                        |                           |          |
| 1                                                                                     | 16-18/09/2016 | Halifax    | Dur (int.)          | Denis Shapovalov                       | Cristian Garín                         | 7-65, 6-4                 | Parcours |
|                                                                                       |               |            |                     |                                        |                                        |                           |          |
| 2017 - 1er tour (groupe mondial) - Canada - Grande-Bretagne 2 : 3                     |               |            |                     |                                        |                                        |                           |          |
| 2                                                                                     | 03-05/02/2017 | Ottawa     | Dur (int.)          | Daniel Evans                           | Denis Shapovalov                       | 6-3, 6-3, 6-4             | Parcours |
| 2                                                                                     | 03-05/02/2017 | Ottawa     | Dur (int.)          | Kyle Edmund                            | Denis Shapovalov                       | 6-3, 6-4, 2-1 dsq.        | Parcours |
|                                                                                       |               |            |                     |                                        |                                        |                           |          |
| 2017 - play-off (groupe mondial) - Canada - Inde 3 : 2                                |               |            |                     |                                        |                                        |                           |          |
| 3                                                                                     | 15-17/09/2017 | Edmonton   | Dur (int.)          | Denis Shapovalov                       | Yuki Bhambri                           | 7-62, 6-4, 66-7, 4-6, 6-1 | Parcours |
| 3                                                                                     | 15-17/09/2017 | Edmonton   | Dur (int.)          | Denis Shapovalov                       | Ramkumar Ramanathan                    | 6-3, 7-61, 6-3            | Parcours |
|                                                                                       |               |            |                     |                                        |                                        |                           |          |
| 2018 - 1er tour (groupe mondial) - Canada - Croatie 1 : 3                             |               |            |                     |                                        |                                        |                           |          |
| 4                                                                                     | 02-04/02/2018 | Osijek     | Terre battue (int.) | Denis Shapovalov                       | Viktor Galović                         | 6-4, 6-4, 6-2             | Parcours |
| 4                                                                                     | 02-04/02/2018 | Osijek     | Terre battue (int.) | Borna Ćorić                            | Denis Shapovalov                       | 6-4, 6-4, 6-4             | Parcours |
|                                                                                       |               |            |                     |                                        |                                        |                           |          |
| 2018 - play-off (groupe mondial) - Canada - Pays-Bas 3 : 1                            |               |            |                     |                                        |                                        |                           |          |
| 5                                                                                     | 14-16/09/2018 | Toronto    | Dur (int.)          | Denis Shapovalov                       | Robin Haase                            | 3-6, 3-6, 7-5, 6-3, 6-4   | Parcours |
|                                                                                       |               |            |                     |                                        |                                        |                           |          |
| 2019 - 1er tour (groupe mondial) - Slovaquie - Canada - 2 : 3                         |               |            |                     |                                        |                                        |                           |          |
| 6                                                                                     | 01-02/02/2019 | Bratislava | Terre battue (int.) | Denis Shapovalov                       | Filip Horanský                         | 6-4, 7-5                  | Parcours |
| 6                                                                                     | 01-02/02/2019 | Bratislava | Terre battue (int.) | Martin Kližan Filip Polášek            | Félix Auger-Aliassime Denis Shapovalov | 3-6, 7-5, 6-3             | Parcours |
| 6                                                                                     | 01-02/02/2019 | Bratislava | Terre battue (int.) | Denis Shapovalov                       | Martin Kližan                          | 7-64, 6-4                 | Parcours |
|                                                                                       |               |            |                     |                                        |                                        |                           |          |
| 2019 - Phase de poules (groupe mondial - Groupe F) - Italie - Canada - 1 : 2          |               |            |                     |                                        |                                        |                           |          |
| 7                                                                                     | 18/11/2019    | Madrid     | Dur (int.)          | Denis Shapovalov                       | Matteo Berrettini                      | 7-65, 63-7, 7-65          | Parcours |
| 7                                                                                     | 18/11/2019    | Madrid     | Dur (int.)          | Matteo Berrettini Fabio Fognini        | Vasek Pospisil Denis Shapovalov        | 6-2, 3-6, 6-3             | Parcours |
|                                                                                       |               |            |                     |                                        |                                        |                           |          |
| 2019 - Phase de poules (groupe mondial - Groupe F) - États-Unis - Canada - 1 : 2      |               |            |                     |                                        |                                        |                           |          |
| 8                                                                                     | 19/11/2019    | Madrid     | Dur (int.)          | Denis Shapovalov                       | Taylor Fritz                           | 7-66, 6-3                 | Parcours |
| 8                                                                                     | 19/11/2019    | Madrid     | Dur (int.)          | Sam Querrey Jack Sock                  | Vasek Pospisil Denis Shapovalov        | forfait                   | Parcours |
|                                                                                       |               |            |                     |                                        |                                        |                           |          |
| 2019 - 1/4 de finale (groupe mondial) - Australie - Canada - 1 : 2                    |               |            |                     |                                        |                                        |                           |          |
| 9                                                                                     | 21/11/2019    | Madrid     | Dur (int.)          | Alex de Minaur                         | Denis Shapovalov                       | 3-6, 6-3, 7-5             | Parcours |
| 9                                                                                     | 21/11/2019    | Madrid     | Dur (int.)          | Vasek Pospisil Denis Shapovalov        | John Peers Jordan Thompson             | 6-4, 6-4                  | Parcours |
|                                                                                       |               |            |                     |                                        |                                        |                           |          |
| 2019 - 1/2 finale (groupe mondial) - Russie - Canada - 1 : 2                          |               |            |                     |                                        |                                        |                           |          |
| 10                                                                                    | 23/11/2019    | Madrid     | Dur (int.)          | Denis Shapovalov                       | Karen Khachanov                        | 6-4, 4-6, 6-4             | Parcours |
| 10                                                                                    | 23/11/2019    | Madrid     | Dur (int.)          | Vasek Pospisil Denis Shapovalov        | Karen Khachanov Andrey Rublev          | 6-3, 3-6, 7-65            | Parcours |
|                                                                                       |               |            |                     |                                        |                                        |                           |          |
| 2019 - Finale (groupe mondial) - Canada - Espagne - 0 : 2                             |               |            |                     |                                        |                                        |                           |          |
| 11                                                                                    | 24/11/2019    | Madrid     | Dur (int.)          | Rafael Nadal                           | Denis Shapovalov                       | 6-3, 7-67                 | Parcours |
|                                                                                       |               |            |                     |                                        |                                        |                           |          |
| 2022 - 1/4 de finale (groupe mondial) - Allemagne - Canada - 1 : 2                    |               |            |                     |                                        |                                        |                           |          |
| 12                                                                                    | 24/11/2022    | Malaga     | Dur (int.)          | Jan-Lennard Struff                     | Denis Shapovalov                       | 6-3, 4-6, 7-62            | Parcours |
| 12                                                                                    | 24/11/2022    | Malaga     | Dur (int.)          | Vasek Pospisil Denis Shapovalov        | Kevin Krawietz Tim Pütz                | 2-6, 6-3, 6-3             | Parcours |
|                                                                                       |               |            |                     |                                        |                                        |                           |          |
| 2022 - 1/2 finale (groupe mondial) - Italie - Canada - 1 : 2                          |               |            |                     |                                        |                                        |                           |          |
| 13                                                                                    | 26/11/2022    | Malaga     | Dur (int.)          | Lorenzo Sonego                         | Denis Shapovalov                       | 7-64, 65-7, 6-4           | Parcours |
|                                                                                       |               |            |                     |                                        |                                        |                           |          |
| 2022 - Finale (groupe mondial) - Canada - Australie - 2 : 0                           |               |            |                     |                                        |                                        |                           |          |
| 14                                                                                    | 27/11/2022    | Malaga     | Dur (int.)          | Denis Shapovalov                       | Thanasi Kokkinakis                     | 6-2, 6-4                  | Parcours |
|                                                                                       |               |            |                     |                                        |                                        |                           |          |
| 2024 - Phase de poules (groupe mondial - Groupe D) - Canada - Argentine - 2 : 1       |               |            |                     |                                        |                                        |                           |          |
| 15                                                                                    | 10/09/2024    | Manchester | Dur (int.)          | Denis Shapovalov                       | Francisco Cerúndolo                    | 7-5, 6-3                  | Parcours |
| 15                                                                                    | 10/09/2024    | Manchester | Dur (int.)          | Máximo González Andrés Molteni         | Vasek Pospisil Denis Shapovalov        | 2-6, 6-3, 6-2             | Parcours |
|                                                                                       |               |            |                     |                                        |                                        |                           |          |
| 2024 - Phase de poules (groupe mondial - Groupe D) - Canada - Finlande - 3 : 0        |               |            |                     |                                        |                                        |                           |          |
| 16                                                                                    | 12/09/2024    | Manchester | Dur (int.)          | Denis Shapovalov                       | Eero Vasa                              | 7-62, 6-2                 | Parcours |
| 16                                                                                    | 12/09/2024    | Manchester | Dur (int.)          | Félix Auger-Aliassime Denis Shapovalov | Harri Heliövaara Otto Virtanen         | 6-2, 7-5                  | Parcours |
|                                                                                       |               |            |                     |                                        |                                        |                           |          |
| 2024 - Phase de poules (groupe mondial - Groupe D) - Canada - Grande-Bretagne - 2 : 1 |               |            |                     |                                        |                                        |                           |          |
| 17                                                                                    | 15/09/2024    | Manchester | Dur (int.)          | Denis Shapovalov                       | Daniel Evans                           | 6-0, 7-5                  | Parcours |
|                                                                                       |               |            |                     |                                        |                                        |                           |          |
| 2024 - 1/4 de finale (groupe mondial) - Allemagne - Canada - 2 : 0                    |               |            |                     |                                        |                                        |                           |          |
| 18                                                                                    | 20/11/2024    | Malaga     | Dur (int.)          | Jan-Lennard Struff                     | Denis Shapovalov                       | 4-6, 7-5, 7-65            | Parcours |

Son bilan en Coupe Davis est le suivant :
| Simple                   | Double                   |
| ------------------------ | ------------------------ |
| Victoire(s) - Défaite(s) | Victoire(s) - Défaite(s) |
| 14 - 8                   | 4 - 3                    |

Source : (en) Denis Shapovalov - Win / Loss. sur le site de la Coupe Davis

## Statistiques

### Confrontations avec ses principaux adversaires
Confrontations lors des différents tournois ATP et en Coupe Davis avec ses principaux adversaires (6 confrontations minimum et avoir été membre du top 10). Classement par pourcentage de victoires. Situation au 7 février 2025 :
| Joueur                | Meilleur classement | Confrontations | Victoires | Défaites | Pourcentage de victoires | Dernière confrontation                                  |
| --------------------- | ------------------- | -------------- | --------- | -------- | ------------------------ | ------------------------------------------------------- |
| Novak Djokovic        | 1                   | 8              | 0         | 8        | 0                        | défaite (3-6, 4-6) au tournoi d'Adélaïde 2023           |
| Hubert Hurkacz        | 6                   | 6              | 1         | 5        | 16,7                     | défaite (3-6, 60-7, 6-4, 1-6) à Roland-Garros 2024      |
| Pablo Carreño Busta   | 10                  | 7              | 2         | 5        | 28,6                     | défaite (62-7, 6-2, 4-6) au Masters de Paris-Bercy 2022 |
| Daniil Medvedev       | 1                   | 6              | 2         | 4        | 33,3                     | défaite (6-4, 3-6, 2-6) au tournoi de Vienne 2022       |
| Rafael Nadal          | 1                   | 6              | 2         | 4        | 33,3                     | victoire (1-6, 7-5, 6-2) au Masters de Rome 2022        |
| Alexander Zverev      | 2                   | 9              | 3         | 6        | 33,3                     | défaite (4-6, 5-7) au Masters de Madrid 2024            |
| Félix Auger-Aliassime | 6                   | 6              | 3         | 3        | 50                       | victoire (6-4, 7-5) au tournoi de Stockholm 2021        |
| Taylor Fritz          | 4                   | 11             | 6         | 5        | 54,5                     | défaite (5-7, 3-6) au Masters de Miami 2025             |
| Stéfanos Tsitsipás    | 3                   | 6              | 4         | 2        | 66,7                     | victoire (6-2, 6-4) au Masters de Miami 2024            |
| Frances Tiafoe        | 10                  | 7              | 5         | 2        | 71,4                     | victoire (64-7, 6-4, 6-2, 6-4) à Roland-Garros 2024     |

### Victoires sur le top 10
Toutes ses victoires sur des joueurs classés dans le top 10 de l'ATP lors de la rencontre.
| Légende             |
| Grand Chelem        |
| Masters 1000        |
| ATP 500             |
| ATP 250             |
| Coupe Davis ATP Cup |

| #  | D.S.   | Tournoi          | Année | Surface      | Adversaire            | Rang  | Tour   | Score               |
| -- | ------ | ---------------- | ----- | ------------ | --------------------- | ----- | ------ | ------------------- |
| 1  | no 143 | Montréal         | 2017  | Dur          | Rafael Nadal          | no 2  | 1/8    | 3-6, 6-4, 7-64      |
| 2  | no 23  | Miami            | 2019  | Dur          | Stéfanos Tsitsipás    | no 10 | 1/8    | 4-6, 6-3, 7-63      |
| 3  | no 28  | Paris            | 2019  | Dur (int.)   | Alexander Zverev      | no 6  | 1/8    | 6-2, 5-7, 6-2       |
| 4  | no 15  | Coupe Davis      | 2019  | Dur (int.)   | Matteo Berrettini     | no 8  | Poules | 7-65, 63-7, 7-65    |
| 5  | no 15  | ATP Cup          | 2020  | Dur          | Stéfanos Tsitsipás    | no 6  | Poules | 7-66, 7-64          |
| 6  | no 15  | ATP Cup          | 2020  | Dur          | Alexander Zverev      | no 7  | Poules | 6-2, 6-2            |
| 7  | no 17  | US Open          | 2020  | Dur          | David Goffin          | no 10 | 1/8    | 60-7, 6-3, 6-4, 6-3 |
| 8  | no 12  | Wimbledon        | 2021  | Gazon        | Roberto Bautista-Agut | no 10 | 1/8    | 6-1, 6-3, 7-5       |
| 9  | no 14  | Open d'Australie | 2022  | Dur          | Alexander Zverev      | no 3  | 1/8    | 6-3, 7-65, 6-3      |
| 10 | no 16  | Rome             | 2022  | Terre battue | Rafael Nadal          | no 4  | 1/8    | 1-6, 7-5, 6-2       |
| 11 | no 19  | Vienne           | 2022  | Dur (int.)   | Taylor Fritz          | no 10 | 1/8    | 6-1, 4-6, 6-3       |
| 12 | no 54  | Dallas           | 2025  | Dur (int.)   | Taylor Fritz          | no 4  | 1/8    | 2-6, 6-3, 7-62      |
| 13 | no 54  | Dallas           | 2025  | Dur (int.)   | Tommy Paul            | no 9  | 1/2    | 7-5, 6-3            |
| 14 | no 54  | Dallas           | 2025  | Dur (int.)   | Casper Ruud           | no 5  | Finale | 7-65, 6-3           |

### Ses 3 meilleures victoires en simple par saison
| 2015 1. Filippo Leonardi - 650e 2. Justin S. Shane - 830e 3. Dmytro Kamynin - 1023e  | 2016 1. Nick Kyrgios - 19e 2. Austin Krajicek - 101e 3. Renzo Olivo - 167e      | 2017 1. Rafael Nadal - 2e 2. Jo-Wilfried Tsonga - 12e 3. Juan Martín del Potro - 31e        | 2018 1. Sam Querrey - 14e 2. Kyle Edmund - 22e 3. Milos Raonic - 24e     |
| 2019 1. Alexander Zverev - 6e 2. Matteo Berrettini - 8e 3. Stéfanos Tsitsipás - 10e  | 2020 1. Stéfanos Tsitsipás - 6e 2. Alexander Zverev - 7e 3. David Goffin - 10e  | 2021 1. Roberto Bautista-Agut - 10e 2. Félix Auger-Aliassime - 11e 3. Karen Khachanov - 29e | 2022 1. Alexander Zverev - 3e 2. Rafael Nadal - 4e 3. Taylor Fritz - 10e |
| 2023 1. Miomir Kecmanović - 31e 2. Brandon Nakashima - 45e 3. Grégoire Barrère - 49e | 2024 1. Stéfanos Tsitsipás - 11e 2. Nicolás Jarry - 20e 3. Frances Tiafoe - 26e |                                                                                             |                                                                          |

## Classements ATP en fin de saison
| Année          | 2015 | 2016 | 2017 | 2018 | 2019 | 2020 | 2021 | 2022 | 2023 | 2024 |
| Rang en simple | 1162 | 250  | 51   | 27   | 15   | 12   | 14   | 18   | 109  | 56   |
| Rang en double | 874  | 552  | 758  | 399  | 50   | 49   | 83   | 78   | 191  | –    |

Source : (en) Classements de Denis Shapovalov sur le site officiel de la Fédération internationale de tennis